# Râul Morcovoaia
Râul Morcovoaia este un curs de apă afluent al râului Siriu Mare. 

## Hărți
- Harta Munții Buzăului [nefuncțională – arhivă]